# Frank O’Hara

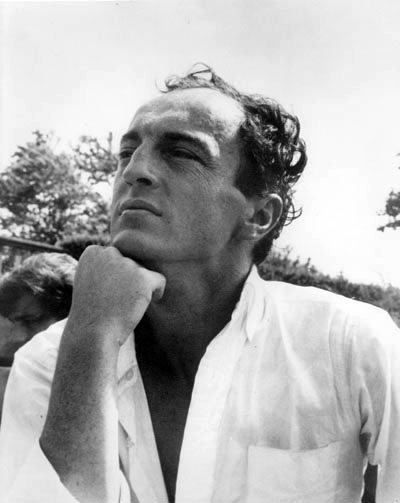
Frank O’Hara

Francis Russell O’Hara (* 27. März 1926 in Baltimore; † 25. Juli 1966 in Long Island) war ein amerikanischer Dichter. Er zählt zur ersten Generation der New York School of Poets, wie John Ashbery, Kenneth Koch oder James Schuyler und Barbara Guest. O’Hara wurde dem bundesdeutschen Publikum 1969 von Rolf Dieter Brinkmann durch Übersetzungen bekanntgemacht.

## Leben
Frank O’Hara, der Sohn von Russell Joseph O’Hara und Katherine Broderick, wuchs in Massachusetts auf. Er studierte von 1941 bis 1944 Klavierspiel am New England Conservatory in Boston. O’Hara diente während des Zweiten Weltkriegs im Südpazifik und in Japan als Marinefunker auf dem Zerstörer Nicholas. Danach besuchte er mit Hilfe des Soldatenstipendiums die Universität Harvard, wo er mit dem Künstler und Buchillustrator Edward Gorey zusammenlebte. Er studierte im Hauptfach Musik, komponierte auch einige Stücke, nahm aber nur unregelmäßig am Unterricht teil. Zu dieser Zeit verfasste er auch seine ersten Gedichte, wenn er auch mehr an zeitgenössischer Musik und Kunst interessiert war. Als Vorbilder bewunderte er Arthur Rimbaud, Stéphane Mallarmé, Boris Pasternak und Wladimir Majakowski. In Harvard traf O’Hara John Ashbery und begann, Gedichte im Harvard Advocate zu veröffentlichen. Trotz seiner Liebe zur Musik wechselte O’Hara sein Hauptfach und verließ Harvard 1950 mit einem Abschluss in Englisch. Er ging an die University of Michigan in Ann Arbor und erlangte dort 1951 einen M.A. Noch im selben Herbst zog er in ein Apartment in New York City. Er lebte die nächsten elf Jahre mit Joe LeSuer zusammen, der manchmal auch sein Geliebter war. Schon bald nach der Ankunft in New York trat er eine Stelle im Empfang des Museum of Modern Art an und schrieb ernsthafter.
O’Hara war sehr aktiv in der Künstlerszene. Er schrieb Rezensionen für das Magazin Art News und wurde 1960 Kuratorassistent für Gemälde- und Skulpturenausstellungen des Museum of Modern Art. Er war befreundet mit vielen Künstlern wie Willem de Kooning, Larry Rivers und Bill Berkson. O’Hara starb 1966 an den Folgen eines Unfalls auf Fire Island. Er wurde von einem Strand-Buggy überfahren, während er mit Freunden einen nächtlichen Spaziergang machte.

## Werke
O’Haras frühe Werke wurden als provokant angesehen. Seine Arbeiten waren sehr direkt und schnell geschrieben, ein Punkt, den seine Kritiker oft bemängelten. Die Sammlung Lunch Poems erhielt ihren Namen, weil er sie während seiner Mittagspause schrieb. Zwei seiner Werke dürfen in keinem Sammelband fehlen: „Why I Am Not a Painter“ und „The Day Lady Died“ über den Tod der Sängerin Billie Holiday.
O’Hara war sehr unordentlich. Nach einer Anekdote musste sein  Verleger Lawrence Ferlinghetti von San Francisco nach New York kommen, um in all seinen Manteltaschen nach den Gedichten zu suchen. Es ist unbekannt, wie viele davon verloren gingen.
O’Haras Umgang mit den Künstlern Jackson Pollock und Jasper Johns, beide wichtige Protagonisten der New York School, wurde zu einer Quelle der Inspiration für seine außergewöhnliche Dichtung. Er versuchte in Worte zu fassen, was diese Künstler auf die Leinwand brachten. Es gibt sogar Fälle, in denen er so eng mit den Künstlern zusammenarbeitete, dass „Gedicht-Bilder“ entstanden, Bilder mit Textfragmenten. O’Haras originellste Gedichtbände Meditations in an Emergency (1956) und Lunch Poems (1964), sind eine Mischung aus Stegreif-Gedichten, ein Durcheinander an geistreichen Sprüchen, journalistischen Parodien und surrealistischen Bildern.

## Bibliografie

### Werke zu Lebzeiten
- A City Winter and Other Poems. Zwei Zeichnungen von Larry Rivers. Tibor de Nagy Gallery Editions, New York 1951 [eigentlich 1952].
- Oranges: 12 pastorals. Tibor de Nagy Gallery Editions, New York 1953; Angel Hair Books, New York 1969.
- Meditations in an Emergency. Grove Press, New York, 1957; 1967.
- Second Avenue. Cover drawing by Larry Rivers. Totem Press in Association with Corinth Books, New York 1960.
- Odes. Prints by Michael Goldberg. Tiber Press, New York 1960.
- Lunch Poems. City Lights Books, San Francisco, 1964. The Pocket Poets Series, No. 19.
- Love Poems (Tentative Title). Tibor de Nagy Gallery Editions, New York 1965.

### Weitere Werke und Werke aus dem Nachlass
- „Hartigan and Rivers with O’Hara.“ (1 folded sheet, 10 p.) by Frank O’Hara, Grace Hartigan, and Larry Rivers from „An Exhibition of Pictures with Poems by Frank O’Hara … November 24 through December 24, 1959“ (New York: Tibor de Nagy Gallery, 1959).
- „A Cordial Invitation to Celebrate The Sixtieth Birthday of Edwin Denby at a Dinner to be Given By His Friends. Friday March 15, 1963 … with ‘Edwin’s Hand’“ by Frank O’Hara (1963).
- Belgrade, November 19, 1963. (New York: Adventures in Poetry).
- Audit/Poetry. Vol. IV, No.1 „Featuring Frank O’Hara“ (Buffalo, NY at 180 Winspear Avenue, 1964)
- „New Paintings“ by Michael Goldberg (New York: Martha Jackson Gallery, 1966) with „Why I Am Not A Painter“ by Frank O’Hara on front cover dated 1956.
- Hotel particulier. (broadside) (Pleasant Valley, NY: Kriya Press, 1967).
- Two Pieces. (London: Long Hair Books, series one, 1969) includes „THOSE WHO ARE DREAMING, a play about St. Paul“ and „COMMERCIAL VARIATIONS“ dated 4/52
- The Collected Poems of Frank O’Hara. Donald Allen (Hrsg.), John Ashbery Einleitung. Knopf, New York 1971. Repr. University of California Press, Berkeley 1995.
- The Selected Poems of Frank O’Hara. Donald Allen (Hrsg.). Knopf, New York 1974.
- The End Of The Far West: 11 Poems. Privatdruck von Ted Berrigan, New York 1974.
- Bill Berkson und Frank O’Hara: Hymns of St. Bridget. Adventures in Poetry, New York 1974.
- Macaroni. (broadside, includes „In Memoriam“ by Patsy Southgate). Z Press, Calais, VT, 1974.
- Standing Still and Walking in New York. Donald Allen (Hrsg.). Grey Fox Press, Bolinas, Calif., Berkeley 1977.
- Early Writing. Donald Allen (Hrsg.). Grey Fox Press, Bolinas, Calif., Berkeley 1977.
- Poems Retrieved. Donald Allen (Hrsg.). Grey Fox Press, Bolinas, Calif., Berkeley 1977.
- Down at the Box-office. (broadside). Yanagi, Bolinas, Calif. 1977.
- Selected Plays. Ron Padgett, Joan Siomon, Anne Waldman (Hrsg.). Full Court Press, New York 1978.
- Amourous Nightmares of Delay. Selected Plays. Johns Hopkins University Press, Baltimore 1997.

### Ausstellungskataloge
- Jackson Pollock. (New York: George Braziller, Inc. 1959)
- New Spanish painting and sculpture. (New York: The Museum of Modern Art, 1960)
- Robert Motherwell: with selections from the artist’s writings. by Frank O’Hara (New York: The Museum of Modern Art, 1965)
- Nakian. (New York: The Museum of Modern Art, 1966)
- Art Chronicles, 1954–1966. (New York: G. Braziller, 1975)

### Übersetzungen
- ‘Lunch Poems’ und andere Gedichte. Aus dem Amerikanischen übersetzt und mit einem Essay von Rolf Dieter Brinkmann. (Kiepenheuer & Witsch Verlag, Köln, 1969).